# Michail Michailowitsch Postnikow
Michail Michailowitsch Postnikow (russisch Михаил Михайлович Постников; englische Transkription Mikhail Mikhailovich Postnikov; * 27. Oktober 1927 in Schatura bei Moskau; † 27. Mai 2004 in Moskau)  war ein russischer Mathematiker, der sich mit Topologie beschäftigte. Er war Spezialist für algebraische Topologie und Differentialtopologie.
Postnikow begann sein Studium an der Lomonossow-Universität während des Deutsch-Sowjetischen Krieges und schloss es 1945 ab. Er promovierte (Kandidat der Wissenschaften) 1949 bei Lew Pontrjagin, der am Steklow-Institut für Mathematik im Moskau tätig war. 1953 wurde er habilitiert (russischer Doktortitel). Bis zu seinem Lebensende arbeitete er am Moskauer Steklow-Institut. 1965 wurde er Professor für Höhere Geometrie und Topologie an der Mechanisch-Mathematischen Fakultät der Lomonossow-Universität. In den 1990er Jahren war er an der University of Oklahoma. 1967 erhielt er den Leninpreis.
Er führte 1951 Postnikow-Systeme für wegzusammenhängende Räume ein, mit denen topologische Räume und deren Homologiegruppen aus ihren Homotopiegruppen konstruiert werden können.
Zu seinen Doktoranden zählt Sergei Petrowitsch Nowikow.
Wie auch Fomenko befasste er sich mit Chronologiekritik.